# Гиват-Зеэв
Гиват-Зеэв (ивр. גבעת זאב‎) — израильское поселение и местный совет в округе Иудея и Самария.

## История
Населённый пункт Гиват-Зеэв был основан в 1983 году. 

## Население
По данным Центрального статистического бюро Израиля, население на начало 2020 года составляло 18 420 человек.
Ежегодный прирост населения составляет 7,9 %.